# Geschichte der Gewerkschaften in Frankreich

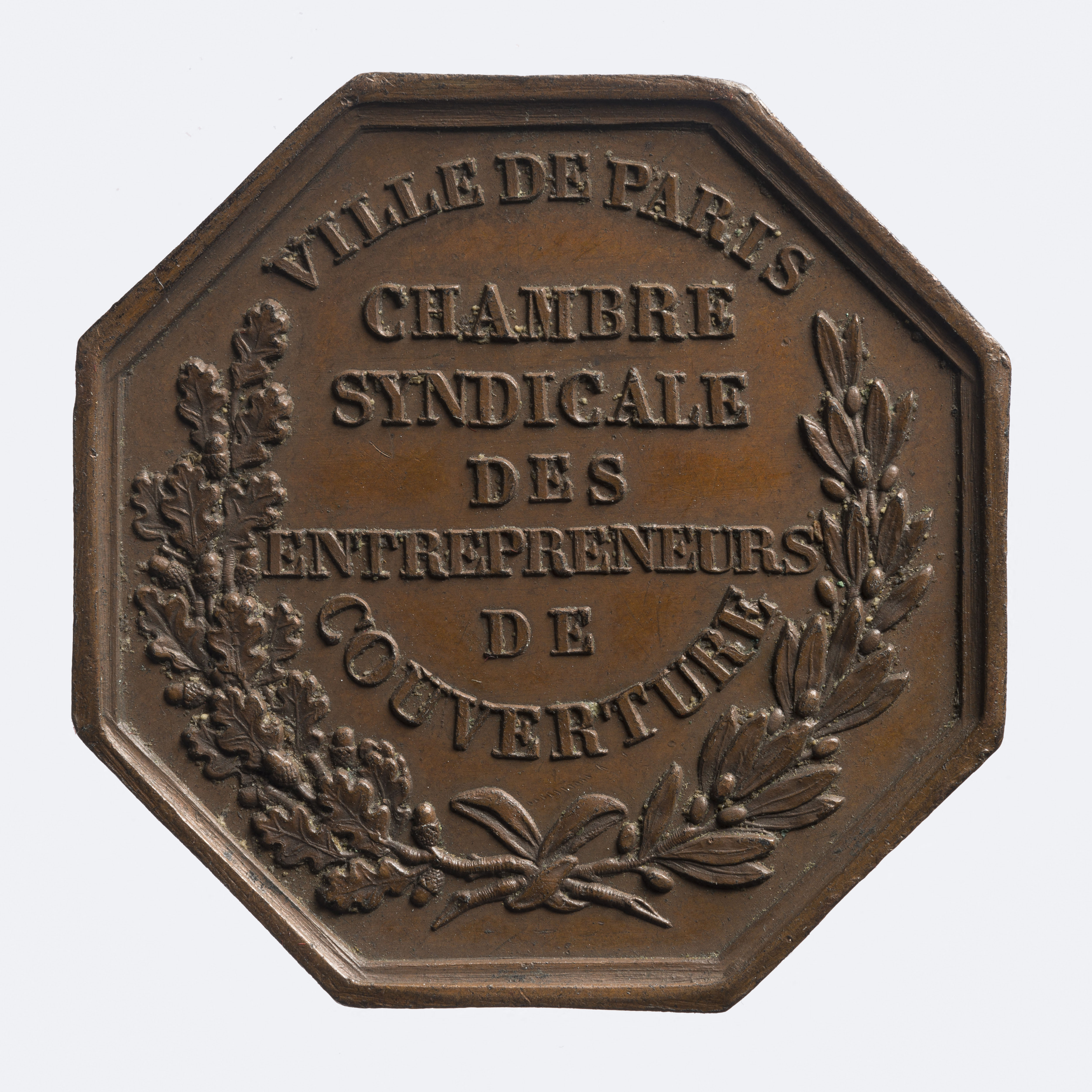
Medaille: Chambre syndicale des entrepreneurs de couverture, 1846

Die Geschichte der Gewerkschaften in Frankreich begann in der Mitte des 19. Jahrhunderts im Zuge der industriellen Revolution. Die Gewerkschaften in Frankreich unterschieden sich von denen in anderen Ländern durch ihre starke politische Ausrichtung.
Hinweis: Die französischen Bezeichnungen sind oft geläufig und werden hier verwendet, mit Übersetzung.

## Die Anfänge im 19. Jahrhundert (1863–1895)
Ab 1863 erschien in Frankreich zum ersten Mal der Begriff Chambre syndicale ouvrière (Kammer der Arbeitergewerkschaft) für eine Vertretung der Arbeiter-Interessen.
Zu dieser Zeit herrschte in der Industrie, in der Frankreich lange hinter England und Belgien zurückblieb, Hochkonjunktur. Die Nachfrage nach Arbeitskräften nahm zu und damit stiegen auch die Löhne. Diese Gewerkschaftskammern waren nach Berufen und lokal organisiert. Sie verdankten ihre anerkannte Existenz einem Gesetz von Napoleon III. im Jahr 1864, welches das Koalitionsrecht und das Streikrecht der Arbeiter legalisierte. Aus diesen Anfängen entwickelten sich die überregionalen und die berufsübergreifenden Organisationen, anfangs in den großen Städten wie Paris, Marseille und Lyon, später im ganzen Land. 1868 wurden diese Organisationen legalisiert.
1876 fand in Paris ein erster Kongress der verschiedenen Arbeitervertretungen statt. Unter anderem forderte er ein Recht auf Arbeit und gerechte Löhne. Schon bald bildeten sich unterschiedliche Strömungen: Eine die einen reformistischen Ansatz verfolgte und eine mit einem revolutionären, politischen Ziel. 1887 eröffnete in Paris die Bourse du Travail (Arbeitsbörse), die Angebot und Nachfrage nach Arbeit zusammenbringen sollte.

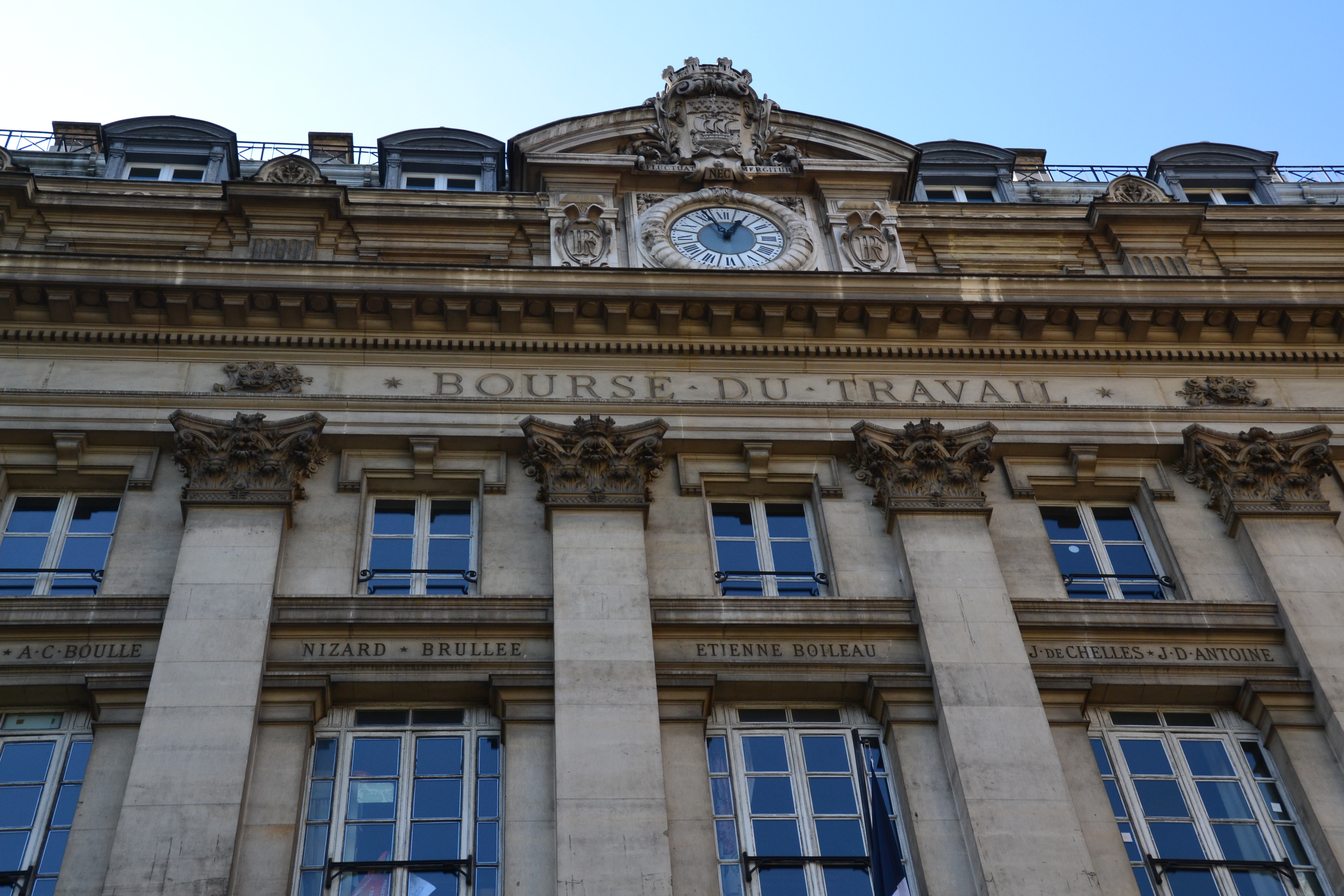
Bourse du travail, Paris

Bald folgten Börsen in anderen Städten. Eigentlich sollten die Börsen die Arbeitsvermittlung unter die Aufsicht der Gemeinden stellen, die Arbeitervertretungen übernahmen sie aber schnell, um sich zu organisieren. Sie nutzten die Gebäude für Büros, Schulungs- und Versammlungsräume, um eine eigene Verwaltung aufzubauen. Sie vermittelnden aber auch Arbeitsplätze und schufen Ansätze einer Versicherung der Arbeiter auf Gegenseitigkeit. Zunehmend wurde eine anarchistische Strömung stark, neben der sozialistischen (reformorientierten) und marxistischen (revolutionären). Auf dem Kongress in Limoges wurde schließlich die Confédération générale du travail (CGT) gegründet, die erste „moderne“ Gewerkschaft.

## Aufbau der Gewerkschaften bis nach dem Ende des Ersten Weltkriegs (1895–1922)
Zum sozialen Hintergrund der Gesellschaft zu Beginn des 20. Jahrhunderts. Man unterschied vier Klassen von Industrie-Arbeitern: L'ouvrier très qualifié (Hoch qualifizierter Arbeiter), entspricht dem Facharbeiter, war aber nur in wenigen Branchen verbreitet, z. B. Buchdruck, mechanische Manufaktur. L’ouvrier spécialisé (Spezialisierter Arbeiter), der an einer bestimmten Maschine angelernt war, hauptsächlich in der Industrie verbreitet. Le main-d’œuvre feminine  (Weibliche Arbeitskraft), hauptsächlich in der Textilindustrie. Schließlich den „Arbeiter ohne festen Wohnsitz“, der keine Autorität akzeptierte und ein Nomandeleben führte, mit kurzfristigen Arbeitsverhältnissen. Die Zahl dieser, in prekären Verhältnissen Lebenden, war aus heutiger Sicht überraschend groß. Gewerkschaftlich interessiert waren die beiden ersten Kategorien, Frauen wurden erst sehr spät gewerkschaftlich organisiert, die letzte Kategorie ist im Laufe der Zeit ausgestorben.
Die CGT vereinigte 458 lokale Organisationen, starke Minderheiten verweigerten aber eine zentrale Organisation. Man einigte sich, dass die CGT föderativ organisiert sein soll und sich auf die Koordinierung der lokalen Einheiten beschränken soll. Die CGT hatte einen starken anarchistischen Zweig, es gab aber noch weitere Bewegungen. Erstens die Guedistes, eine politische Bewegung, die Reformen, aber auch die sofortige Revolution ablehnte. Der Klassenkampf sollte langfristig vorbereite werden, sie ist benannt nach Jules Guesde (1845–1922), einem sozialistischen Politiker. Zweitens die „Reformisten“, die pragmatisch auf eine bessere Welt hinarbeiteten, ohne Gott und ohne Könige. Und drittens die „Revolultionäre“, sozialistische Marxisten, die sowohl gegen die Kapitalisten als auch gegen den Staat agierten. 1906 wurde auf dem Kongress von Amiens ein Kompromiss beschlossen, dass die Gewerkschaften Frankreichs unabhängig von den Parteien, dem Patronat und dem Staat sein sollen.

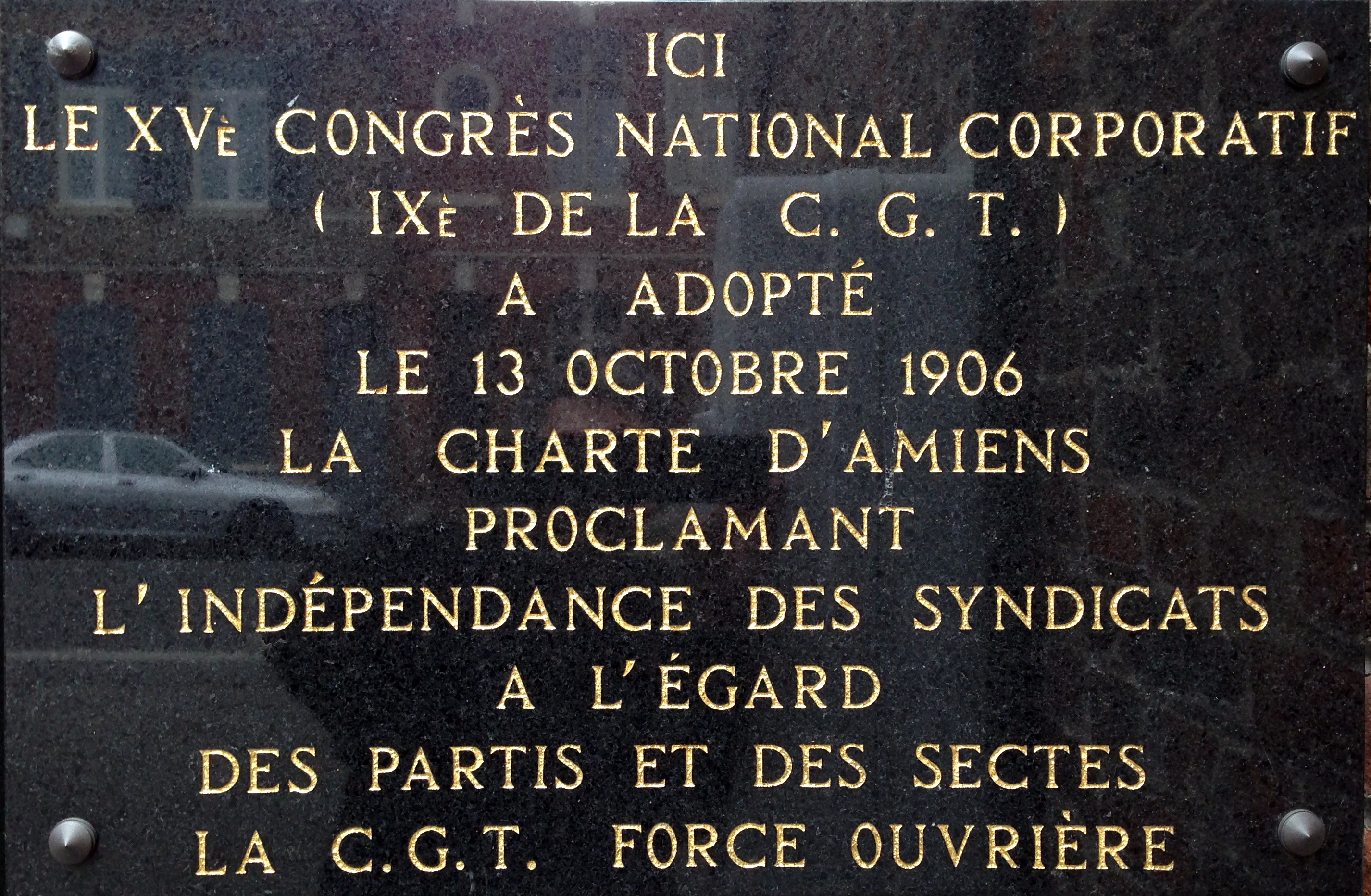
Amiens, Erinnerung an den Kongress von 1906

Vor dem Ersten Weltkrieg gab es starke internationalistische Bewegungen („Die Arbeiter haben kein Vaterland und sind über Grenzen hinweg solidarisch.“) Dies änderte sich mit Kriegsausbruch. Die Arbeiter und die Gewerkschaften solidarisierten sich mit dem französischen Staat (Union sacrée), die Mitgliederzahl stieg im Krieg stark an. Nur eine kleine Minderheit folgte dem bolschewistischen Beispiel und forderten die Kapitulation Frankreichs nach 1917.
1919 erfüllte die Regierung Georges Clemenceau einen lang gehegten Wunsch der Gewerkschaften: den 8-Stunden-Tag. Anstelle der Revolution sollte die Übernahme der Macht durch die Arbeiter nach und nach und auf friedlichem Weg erfolgen. Bis 1919 war die CGT die einzige französische Gewerkschaft, in diesem Jahr wurde die Confédération francaise des Travailleurs Chrétiens (CFTC) gegründet, eine christliche Gewerkschaft. 1921 wurde die Confédération Générale du Travail Unitaire (CGTU) gegründet, eine revolutionäre Gewerkschaft. Die CFTC wurde von katholischen Arbeitern gegründet, von denen viele vorher in der CGT waren, die aber deren antiklerikalen Charakter kritisierten. Zunächst nahm sie nur katholische Mitglieder auf, später alle Konfessionen, die sich zum christlichen Ideal der Gerechtigkeit und der Wohltätigkeit bekannten. 1920 hatte sie ca. 150.000 Mitglieder. Die kommunistischen Mitglieder der CGT versuchten zunächst, die Macht zu übernehmen, nachdem dies nicht gelungen war, gründeten sie die Comités des Syndicalister Révolutionnaires (CSR) innerhalb der CGT, nachdem die Mitgliedschaft in beiden Organisationen verboten wurde von der CGT, gründeten sie die CGTU.
Der Anteil der Gewerkschafts-Mitglieder an der gesamten Arbeiterschaft, gerundet auf ganze Prozent: 1892–94: 3 %, 1900: 5 %, 1905–07: 7 %, 1910: 9 %, 1914: 9 %, 1920: 13 %.

## Zwischenkriegszeit, Zweiter Weltkrieg und Vierte Republik (1922–1958)
Die CFTC war die kleinste der drei Gewerkschaften mit 10 % der Mitglieder, CGT 60 % und CGTU 20 %. Sie war hauptsächlich in Nordfrankreich und im Elsass vertreten. Sie beteiligte sich an großen Streiks wie gegen die Banken 1925. Sie war gegen die Verstaatlichung der großen Unternehmen, darüber kam es zum Streit mit der CGT, in den auch der Papst eingriff. Sie blieb auch der Front Populaire 1936 fern. Der Einfluss der Kommunisten auf die CGTU nahm zu, gleichzeitig ging die Mitgliederzahl von 500.000 im Jahr 1922 auf 200.000 in 1935 zurück. Dies führte zur Wiedervereinigung mit der CGT im Jahr 1936. Die CGT blieb ihren internationalistischen Prinzipien treu. Sie unterstützte die neuen Organisationen in Genf wie den Völkerbund. Der CGT gelang es, neben den Arbeitern auch die Beamten zu organisieren, von 373.000 Mitgliedern in 1922 wuchs sie auf 736.000 in 1936, hauptsächlich durch den Öffentlichen Dienst: Eisenbahner, Lehrer, Postbeamte.
Ab 1932 war Frankreich von einer ökonomischen Krise betroffen, die Arbeitslosenzahlen stiegen an. 1935 betrugen die offiziellen Arbeitslosenzahlen 540.000, die tatsächliche Zahl war ungefähr doppelt so hoch. In der Industrie sanken die Löhne. Während die CGTU darin das Ende des Kapitalismus sah, befürwortete die CGT Reformen wie den New Deal von Franklin D. Roosevelt in den USA. Nach vielen Streitereien und Diskussionen fusionierte die CGTU 1936 wieder mit der CGT. 1936 siegte die Front Populaire bei den Wahlen und bildete die Regierung.

Sitzverteilung im Parlament der Front populaire

Die Gewerkschaften begannen im Mai 1936 mit einem Generalstreik, im Juni erfüllte die Regierung viele Forderungen wie die 40-Stunden-Woche und zwei Wochen bezahlten Urlaub für alle. Dieser Triumph ließ die Mitgliederzahl der CGT auf über 1 Mio. steigen.
Der Kriegsausbruch 1939 veränderte die ganze Situation. Für die CGT besonders schmerzlich war der Deutsch-Sowjetische Pakt, der wegen ihrer Sympathien für das Sowjetische Regime die Gewerkschaft vor ein Dilemma stellte. Auch auf Druck der Regierung wurden die kommunistischen Mitglieder, die meist aus der CGTU gekommen waren, ausgeschlossen. Nach dem Waffenstillstand 1940 besetzte Deutschland einen Teil Frankreichs, der Rest wurde als „Freies Frankreich“ vom Vichy-Regime unter Philippe Pétain regiert, mit Unterstützung und Sympathien durch und für Deutschland. Die Gewerkschaften wurden in Frankreich verboten. 1941 installierte das Regime Scheingewerkschaften Associations professionelles mixtes (Gemischte Berufsverbände) ohne echte Kompetenzen, die wenig erfolgreich waren. 1940 veröffentlichte die CFTC einen Aufruf zum gewerkschaftlichen Widerstand (Résistance syndical). Die CGT schloss sich der Résistance an, die von der kommunistischen Partei geführt wurde. Während des Krieges schlossen sich die Gewerkschaften zusammen, um gemeinsam die Nachkriegszeit zu planen. Ihre Hauptforderungen waren die Rückkehr zu freien Gewerkschaften, starken Einfluss der Gewerkschaften auf die Politik und eine Verstaatlichung der großen Industriebetriebe. Nach der Befreiung Frankreich 1944 wurden die alten Gewerkschaften CGT und CFTC wieder eingesetzt. Für ihren Widerstand im Krieg wurden die Kommunisten geehrt, viele neue Mitglieder traten aus diesem Grund der CGT bei, 1945 hatte die CGT 5,4 Mio. Mitglieder, die CFTC 700.000. Viele große Betriebe wurden nationalisiert: Bergwerke, Renault, Banken und Versicherungen, Elektrizitäts- und Gaswerke. Die CGT war an der Verwaltung der nationalisierten Industrie beteiligt.
Es gab auch Widerstand gegen den Machtzuwachs, speziell der CGT. Viele leitende Angestellte (Cadres) wollten nicht von einer kommunistischen Gewerkschaft vertreten werden und gründeten 1946 die Confédération Générale des Cadres (CGC), heute La Confédération Française de l’Encadrement CGC. Recht schnell wurde die CGT durch ihren kommunistischen Kurs unbeliebt, bei den Wahlen zur Sozialversicherung 1946 erhielt sie nur 60 % der Stimmen, die viel kleinere CFTF erhielt 26 %. Auch bei den folgenden Wahlen zu den Betriebsräten (Comités d’Entreprises) schnitt die CFTC relativ gut ab.1947 begann die CGT einen großen Streik gegen die Teilnahme Frankreichs am Marshallplan, sie wollte anstelle der Allianz mit den USA eine stärkere Anlehnung an die Sowjetunion. Auch innerhalb der CGT gab es Streitigkeiten über den politischen Kurs, 1948 traten die nicht-kommunistischen Mitglieder aus und gründeten die Gewerkschaft CGT-Force Ouvrière (FO). Die CFTC gewann viele neue Mitglieder und entfernte 1947 alle Bezüge auf die christliche Religion aus ihren Satzungen. Man berief sich auf allgemeine soziale und moralische Grundsätze.
Der Anteil der Gewerkschafts-Mitglieder an der gesamten Arbeiterschaft, gerundet auf ganze Prozent: 1923–26: 9 %, 1930–33: 8 %, 1937: 39 %, 1947–49: 43 %, 1952–57: 24 %.

## Die Fünfte Republik (Ab 1958)
1958 wurde die Fünfte Republik gegründet, mit Charles de Gaulle als Präsident. Neben anderen Krisen führten ökonomische Probleme am Ende der Vierten Republik zu einer hohen Inflation. Mit einer Währungsreform entstand der „Neue Franc“. Nach heftigen Arbeitskämpfen am Ende der Vierten Republik hielten sich die Gewerkschaften zurück, die Zahl der Streiktage fiel um ca. 75 %. Die Regierung wollte die kooperative Zusammenarbeit von Arbeitgebern und Gewerkschaften stärken, u. a. durch eine Gewinnbeteiligung der Arbeiter. Diese Initiative war nicht erfolgreich, aber für die Sozialversicherungen installierte die Regierung eine gemeinsame Verwaltung von Arbeitgebern und Gewerkschaften. Zuerst betraf dies die neue Zusatzversicherung zur Rente, wurde später auch auf die Arbeitslosenversicherung und die Sécurité Social ausgedehnt. 1963 begann ein großer Streik der Bergarbeiter, die um ihre Arbeitsplätze fürchteten, zu Recht, wie sich später herausstellte.
Bei den Wahlen zur Sozialversicherung 1963 erhielten die Gewerkschaften die folgenden Stimmanteile (gerundet): CGT – 44 %, CFTC – 21 %, FO – 15 % und CGC – 5 %. Die Mitgliederzahl zu bestimmen war fast unmöglich, weil die offiziellen Zahlen der Gewerkschaften stark überhöht waren.
1964 beschloss die CFTC die Reste christlicher Anteile aus ihrem Namen zu tilgen und nannte sich fortan Confédération Française Démocratique du Travail (CFDT). Die FO unterstützte eine paritätische Verwaltung zusammen mit den Arbeitgebern anstelle einer „technokratischen Verwaltung“ durch den Staat. Sie führte die erfolgreiche gemeinsame Verwaltung der Sozialversicherungen als Argument an. Im Mai 1968 wurde aus einem Studentenprotest ein lang anhaltender Generalstreik, der das öffentliche Leben Frankreichs lähmte und schließlich zum Sturz der Regierung führte. Die Ziele der Gewerkschaften waren unterschiedlich: Die CGT forderte vor allem höhere Löhne, die CFDT wollte die Mitsprache der Gewerkschaften in den Betrieben stärken.
1993 wurde die Gewerkschaft Union nationale des syndicats autonomes (Nationale Union autonomer Gewerkschaften) (UNSA) gegründet. Die Gewerkschaften der Beamten und der Lehrer, auch aus den Privatschulen, und weitere kleinere Gruppen hatten sich zusammengeschlossen.
1998 entstand eine weitere Gruppe von Gewerkschaften: die Union Syndicale Solidaires (Union der solidarischen Gewerkschaften), viele Mitglieder kamen von de CFDT. Sie wollten eine dezentrale Organisation gründen, in der die lokalen Zellen Freiheit zum Experimentieren haben. Die Gewerkschaft bezeichnet sich als SUD (solidaires, unitaires, démocratiques/vereint, einheitlich, demokratisch). Sie ist stark im Öffentlichen Dienst, besonders bei Lehrern und Eisenbahnmitarbeitern, vertreten. Ihre Demonstrationen und Streiks zeichnen sich durch eine gewisse Spontanität aus.
Der Anteil der Gewerkschafts-Mitglieder an der gesamten Arbeiterschaft, gerundet auf ganze Prozent: 1960–61: 21 %, 1964–65: 20 %, 1970–71: 23 %, 1980: 18 %, 1989: 10 %, 1995: 10 %, 2001–2002: 10 %, 2006–2007: 7 %.
Mitgliederzahlen im Jahr 2022, nach Angaben der Gewerkschaften selbst, in Tausend, gerundet: CGT – 606, CFTC – 610, FO – 380, CFTC – 140, UNSA – 200, SUD – 101.
Bei den Gewerkschaftswahlen 2025 haben die verschiedenen Organisation die folgenden Anteile erreicht: CFDT – 27 %, CGT – 22 %, FO – 15 %, CFE-CGC – 13 %, UNSA – 6,5 %, die Beteiligung ist geringfügig auf 59 % gestiegen, alle Zahlen gerundet.